# Medina Eisa
Medina Eisa (amharisch መዲና ኢሳ; * 3. Januar 2005 in Debre Markos) ist eine äthiopische Leichtathletin, die sich auf den Langstreckenlauf spezialisiert hat.

## Sportliche Laufbahn
Erste internationale Erfahrungen sammelte Medina Eisa im Jahr 2022, als sie beim Meeting International Mohammed VI d’Athlétisme de Rabat in 8:41,42 min Dritte im 3000-Meter-Lauf wurde. Anschließend siegte sie in 15:29,71 min über 5000 Meter bei den U20-Weltmeisterschaften in Cali. Im Jahr darauf gewann sie bei den Crosslauf-Weltmeisterschaften 2023 in Bathurst nach 21:00 min die Silbermedaille im U20-Rennen und sicherte sich in der Teamwertung die Goldmedaille. Im Juli wurde sie bei der Bauhaus-Galan in 14:40,02 min Dritte über 5000 Meter und im August belegte sie bei den Weltmeisterschaften in Budapest mit 14:58,23 min im Finale den sechsten Platz und wurde dann beim Memorial Van Damme in 14:28,94 min Zweite. Im Oktober belegte sie bei den Straßenlauf-Weltmeisterschaften in Riga nach 14:41 min den vierten Platz über 5 km. 2024 siegte sie in 15:04,32 min über 5000 Meter bei den Afrikaspielen in Accra. Im Mai wurde sie bei der Doha Diamond League in 14:33,11 min Dritte über 5000 Meter und anschließend siegte sie in 14:34,16 min beim Meeting International Mohammed VI d’Athlétisme de Marrakesch. Im August belegte sie bei den Olympischen Sommerspielen in Paris in 14:35,43 min im Finale den siebten Platz, ehe sie bei den U20-Weltmeisterschaften in Lima mit neuem Meisterschaftsrekord von 14:39,71 min ihren Titel über 5000 Meter verteidigte.

## Persönliche Bestzeiten
- 1500 Meter: 4:12,59 min, 23. Februar 2023 in Melbourne
- 3000 Meter: 8:41,42 min, 5. Juni 2022 in Rabat
  - 3000 Meter (Halle): 8:32,35 min, 4. Februar 2024 in Boston
- 5000 Meter: 14:16,54 min, 23. Juli 2023 in London
- 5 km Straßenlauf: 14:38 min, 27. April 2024 in Herzogenaurach (U20-Afrikarekord)
- 15 km Straßenlauf: 47:40 min, 3. Dezember 2023 in ’s-Heerenberg